# 新宮駅 (北京市)
新宮駅（しんきゅう-えき）は中華人民共和国北京市豊台区に位置する北京地下鉄大興線と19号線の駅である。

## 概要
2010年12月30日から2012年12月30日までの間は、当駅から房山線大葆台駅までの連絡バス（臨1路）が走っていた

## 駅構造
大興線は島式ホーム2面4線の地下駅。ホームドア設置駅。一部の電車は当駅で折り返す。出口はA・B・Cの3箇所ある。
19号線は島式ホーム2面4線の地下駅であるが、うちがわ2線のみ使用している。
のりば
駅西側から、
| ■大興線 | 黄村駅・天宮院方面          |
| ■大興線 | 当駅到着（4号線からの電車） |
| ■大興線 | 公益西橋・4号線安河橋北方面 |
| ■大興線 | 公益西橋・4号線安河橋北方面 |

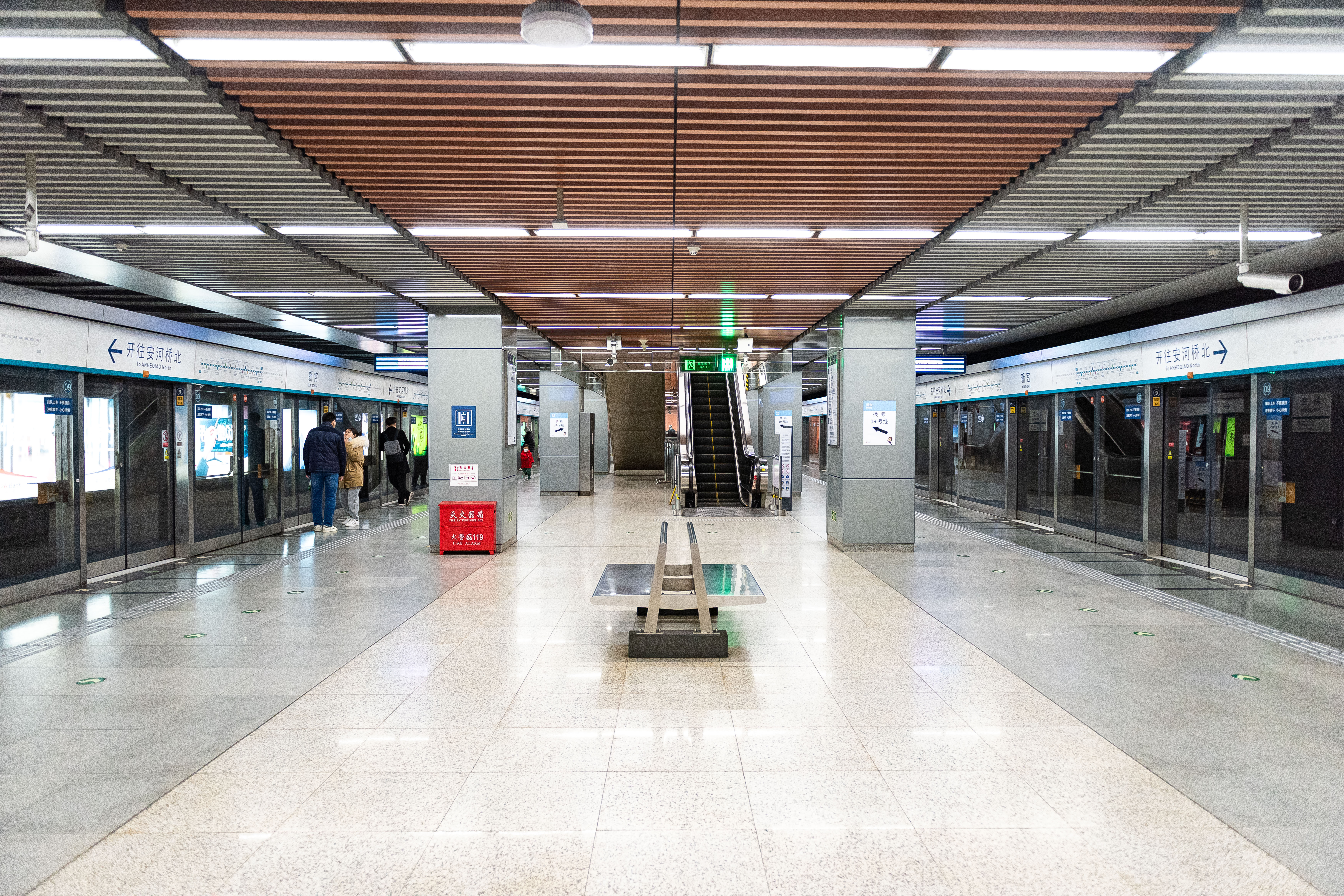
4号線のホーム
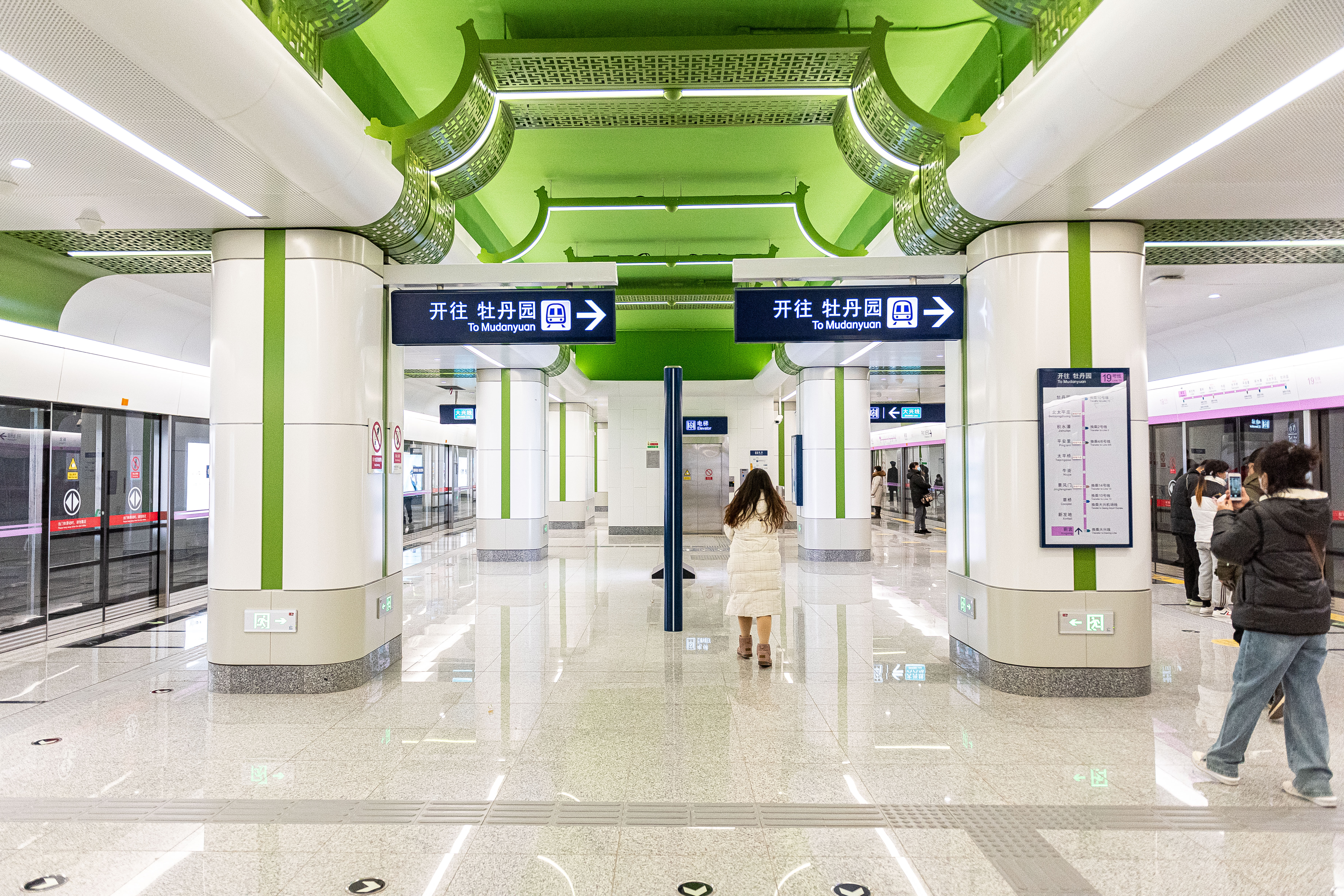
19号線のホーム

## 駅周辺
- 新宮文化広場
- 南苑公園

## 歴史
- 2010年12月30日 - 開業。

## 隣の駅
北京地下鉄
■大興線
公益西橋駅 - 新宮駅 - 西紅門駅
■北京地下鉄19号線
新発地駅 - 新宮駅